# Conception virginale
 (octobre 2022).

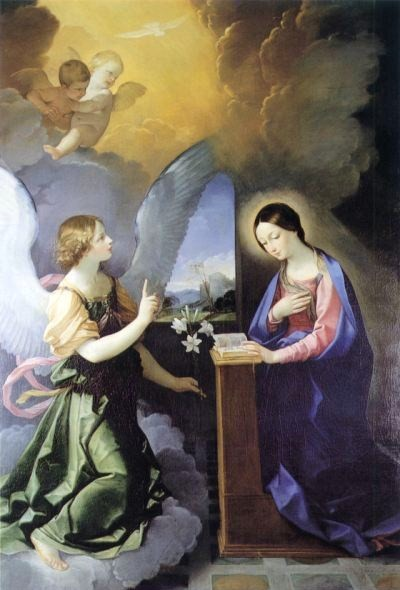
L'Annonciation par Guido Reni, 1621.

La conception virginale est la doctrine chrétienne et coranique selon laquelle Marie a conçu Jésus de Nazareth tout en restant vierge.
Les orthodoxes et les catholiques étendent cette notion avec la virginité perpétuelle de Marie (virginité miraculeusement conservée après la naissance de Jésus), non retenue par certaines Églises d'orient et les protestants, d'où les vives polémiques herméneutiques sur les passages bibliques où il est question des frères et sœurs de Jésus.
Il faut distinguer cette doctrine du dogme catholique de l'Immaculée Conception, selon lequel Marie a été préservée du péché originel.
La conception virginale est une croyance commune aux chrétiens et aux musulmans, même si tous ne l'interprètent pas de la même façon.

## Contexte culturel
Le contexte culturel des auteurs des évangiles de Matthieu et de Luc, les deux sources qui rapportent la naissance virginale de Jésus, est le judéo-christianisme des années 80-90 de notre ère,. La famille de Jésus est quant à elle une famille juive pieuse et observante des lois de Moïse ainsi que l'indiquent les récits de circoncision et de présentation au temple (Lc 2. 22-24) et l'intention de Joseph de répudier Marie (Mt 1. 19) conformément à la règle établie dans la Loi (Deut 24. 1-4).
Le monde antique ne savait pas que le sperme masculin et l'ovule féminin étaient tous deux nécessaires à la formation d'un fœtus ; il pensait plutôt que la contribution masculine à la reproduction consistait en une sorte de principe de formation ou de génération, tandis que les fluides corporels de la femme fourniraient toute la matière nécessaire à la forme corporelle de l'enfant, y compris son sexe masculin. Ce milieu culturel était propice aux histoires de naissances miraculeuses - elles étaient courantes dans la tradition biblique remontant à Abraham et Sarah. Cependant certains estiment qu'une conception virginale était aussi peu crédible à l'époque qu'aujourd'hui.
Les récits de fécondation des femmes mortelles par des divinités et de naissance virginale étaient bien connus dans le monde gréco-romain du Ier siècle,. Les écrits juifs contenaient également des récits d'apparitions d'anges et de naissances miraculeuses pour d'anciens héros tels que Melchisédech, Noé et Moïse. L'histoire de la naissance virginale, racontée par Luc, reprend des éléments narratifs classiques des écritures juives, comme par exemple les scènes d'annonciation pour Isaac et pour Samson, dans lesquelles un ange apparaît et provoque la frayeur, puis rassure et annonce la naissance à venir, à la suite de quoi la mère soulève une objection et l'ange donne un signe. Par ailleurs, s'il est en général accepté qu'un lien avec le zoroastrisme se manifeste au travers de l'histoire des rois mages qui remonte à des sources persanes, l'idée selon laquelle le zoroastrisme constituait l'arrière-plan des récits de l'enfance de Jésus n'est pas communément admise.
Pour André Gounelle, l’annonce faite à Marie comme les textes de l'Ancien Testament évoqués plus haut se distinguent de la plupart des légendes antiques comparables qui font en général allusion à un acte sexuel entre un dieu et une femme, alors que les textes bibliques se réfèrent sans ambiguïté à l'action de l'Esprit, ce qui renvoie au récit de la Création. Le récit de la naissance virginale pointe donc vers un acte créateur de Dieu qui initie une nouvelle création dont Jésus est l’Adam ou le premier-né. André Gounelle relève que c'est là l'interprétation que l'on trouve dans le Coran (sourate 3, v.59 : « Pour Allah, Jésus est comme Adam qu'Il créa de poussière, puis Il lui dit "Sois": et il fut. »)

## Historicité
La question de l'historicité de la naissance virginale n'a de sens que si l'on croit que Jésus est davantage qu'un homme. Le consensus spécialiste moderne est que la doctrine de la naissance virginale « repose sur des bases historiques très minces ». Quelques auteurs,,,, retiennent comme preuve le fait que deux évangiles attestent indépendamment la naissance virginale, bien que leurs récits détaillés diffèrent. Selon eux, la conception virginale et la naissance constituent une tradition qui est confirmée par le critère d'attestation multiple, les récits de Matthieu et de Luc étant considérés comme des témoignages indépendants. Les spécialistes ont attiré l'attention sur le fait que l'indépendance des deux attestations est corroborée par les différences entre les récits de Matthieu et de Luc concernant la naissance de Jésus,. Mais il s'agit à l'évidence de récits théologiques qui n'ont pas de souci d'historicité.
Parmi les autres hypothèses qui ont été proposées comme explication de l'origine des récits dans Matthieu et Luc sur la naissance de Jésus provenant d'une vierge est celui de Stephen Harris, qui suggère qu'ils ont été écrits pour répondre à des calomnies juives sur la naissance illégitime de Jésus, calomnies dont il existe des attestations datant du IIe siècle, mais elles ont peut-être été créées comme une réponse juive polémique postérieure aux récits de Matthieu et de Luc. Helmut Köster considère les récits de la naissance virginale de Jésus comme ayant des racines dans la mythologie grecque.
Les premières prédications chrétiennes au sujet de Jésus concernent sa mort et sa résurrection : le christianisme primitif a tourné son attention vers la chronologie du reste de la vie de Jésus plus tard,,. Les premiers chrétiens étaient sévèrement monolithiques dans leurs prédications, et les récits de la Nativité des évangiles peuvent avoir divergé par la suite, mais une comparaison des histoires de la Nativité de Luc et de Matthieu montre des éléments communs : la naissance virginale, la naissance à Bethléem et l'éducation à Nazareth,.

## Point de vue chrétien

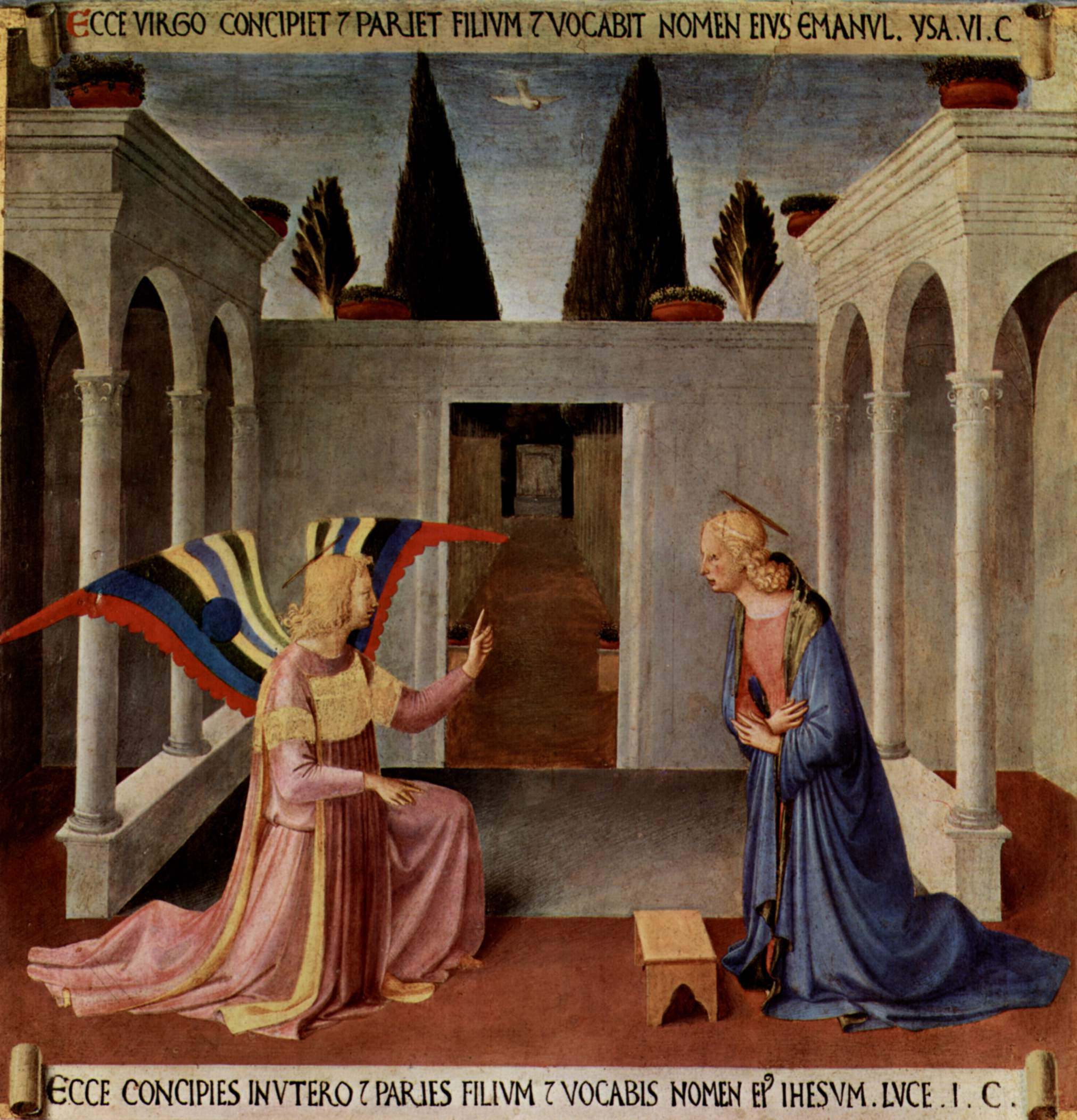
L'Annonciation par Fra Angelico.

### Sources bibliques
La conception virginale du Christ par Marie s'appuie sur divers passages de l'Ancien et du Nouveau Testament :
- Mt 1, 18+ : « or avant qu'ils aient mené une vie commune, elle se trouva enceinte par le fait de l'Esprit Saint »
- Mt 1, 20+ : « l'Ange du Seigneur lui apparut en songe et lui dit : « [...] ce qui a été engendré en elle vient de l'Esprit Saint [...] » »
- Lc 1, 34, : « Mais Marie dit à l'ange : « Comment cela sera-t-il, puisque je ne connais pas d'homme ? » »
- Is 7, 14 (version de la Bible de Jérusalem)] : « C'est pourquoi le Seigneur lui-même vous donnera un signe : Voici, la jeune femme est enceinte, elle va enfanter un fils et elle lui donnera le nom d'Emmanuel. »

La tradition chrétienne voit également dans le « porche fermé » de la vision d’Ezéchiel (Ez 44, 1-3) le symbole de la virginité de Marie :
1 « Il me ramena vers le porche extérieur du sanctuaire, face à l'orient. Il était fermé. »
2 « YHWH me dit : Ce porche sera fermé. On ne l'ouvrira pas, on n'y passera pas, car Adonaï, le Dieu d'Israël, y est passé. Aussi sera-t-il fermé. »
3 « Mais le prince, lui, s'y assiéra pour y prendre son repas en présence de YHWH. C'est par le vestibule du porche qu'il entrera et c'est par là qu'il sortira. »
L'interprétation virginale de la prophétie d'Isaïe est contestée par certains, qui opposent à la Bible des Septante (traduite de l'hébreu ancien en grec entre le IIIe et le IIe siècle avant Jésus-Christ), la Bible Massorétique (traduite de l'hébreu ancien (mots écrits sans les voyelles ce qui ouvrait le champ aux erreurs d'interprétation) en hébreu moderne (mots écrits avec l'ajout de voyelles afin d'éviter lesdites erreurs) par un groupe de Juifs appelés les Massorètes entre le VIIe et le Xe siècle après Jésus-Christ).
- Dans la version massorétique, la traduction du prophète Isaïe concernant la naissance du Messie dit que celui-ci naîtrait d'une jeune femme (עלמה - almah), ce mot ne précisant pas si cette jeune femme serait mariée ou non, vierge ou non, mais seulement sa qualité de primoparturiente (femme qui met au monde son premier enfant).
- La version des Septante traduit le même passage d'Isaïe en disant que le Messie naîtrait d'une παρθενος (parthenos = vierge). Ceci est conforme à l'Évangile selon Matthieu qui a été rédigé (~80-85), car la Bible des Septante est celle que les Juifs de langue grecque (tel Paul de Tarse) utilisaient et qui fut donc adoptée par les premiers Chrétiens.

### Symbole de Nicée-Constantinople et pères de l’Église
La conception virginale est proclamée dans le Symbole de Nicée-Constantinople, adopté par le concile de Constantinople de 381 : καὶ σαρκωθέντα ἐκ πνεύματος ἁγίου καὶ Μαρίας τῆς παρθένου, καὶ ἐνανθρωπήσαντα, traduit dans la liturgie catholique : « par l'Esprit-Saint, il a pris chair de la Vierge Marie et s'est fait homme ».
Plusieurs pères de l'Église, dans leur exégèse et commentaires de l'Évangile selon Matthieu ont écrit que Joseph a le premier reconnu, dans son épouse enceinte, la conception virginale de l'enfant, futur messie d'Israël (Mt 1,19). Se sentant indigne d'être considéré comme père d'un tel enfant, il aurait décidé de répudier sa fiancée. Ils ajoutent que Joseph se sentait également indigne de vivre avec Marie, Eusèbe de Césarée, Éphrem le Syriaque, Jean Chrysostome ou Jérôme de Stridon. 
Quelques siècles plus tard Bernard de Clairvaux a synthétisé leur pensée dans ses écrits.

## Point de vue musulman

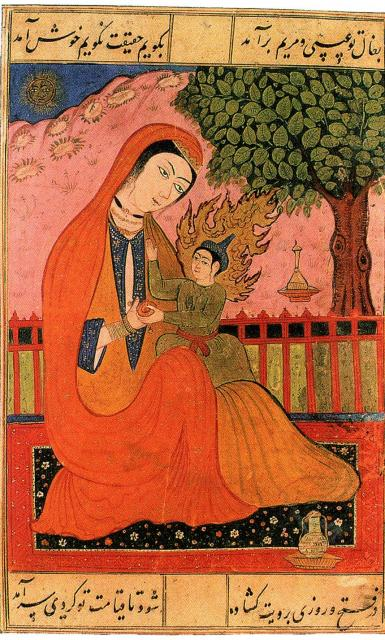
Selon le Coran, les douleurs de l'accouchement ont ramené Marie au tronc d'un palmier. La voix de Gabriel ou de Jésus la consola et lui dit que Dieu donne miraculeusement à boire de l'eau et des dattes pour manger.

La tradition musulmane souligne le caractère miraculeux de la naissance virginale de Jésus sans père connu, Joseph étant considéré comme un cousin de Maryam. Dans le Coran, Îsâ est en effet créé par le kun (le « Sois ! »), l'« impératif divin », et conçu par un rûh de Dieu, souffle divin intemporel donné à Maryam, le même souffle qui anime Adam et transmet la révélation à Mahomet,.
Sourate III, "La famille de 'Imran", 37-42.
37. Les anges dirent à Marie : Dieu t'a choisie, il t'a rendue exempte de toute souillure, il t'a élue parmi toutes les femmes de l'univers. 38. 0 Marie, sois dévouée au Seigneur, adore-le, et incline-toi devant lui avec ceux qui l'adorent. 39. C'est le récit des mystères que nous te révélons. Tu n'étais pas parmi eux lorsqu'ils jetaient les chalumeaux à qui aurait soin de Marie ; tu n'étais pas parmi eux quand ils se disputaient Marie. 40. Les anges dirent à Marie : Dieu t'annonce son Verbe. Il se nommera le Messie, Jésus fils de Marie, honoré dans ce monde et dans l'autre, et un des confidents de Dieu. 41. Il parlera aux hommes, enfant au berceau et adulte, et il sera du nombre des justes. 42. Seigneur, répondit Marie, comment aurais-je un fils ? Aucun homme ne m'a approchée. C'est ainsi, reprit l'ange, que Dieu crée ce qu'il veut. Il dit : Sois, et il est.
Un récit analogue figure dans la sourate XIX, "Marie", 16-22.
16. Parle dans le Coran de Marie, comme elle se retira de chez sa famille et alla du côté de l’est. 17. Elle se couvrit d’un voile qui la déroba à leurs regards. Nous envoyâmes vers elle notre esprit. Il prit devant elle la forme d'un homme d'une figure parfaite. 18. Elle lui dit ; Je cherche auprès du Miséricordieux un refuge contre toi. Si tu le crains 19. Il répondit : Je suis l'envoyé de ton Seigneur, chargé de te donner un fils saint. 20. Comment, répondit-elle, aurais-je un fils ? Aucun homme n’a jamais approché de moi, et je ne suis point une femme dissolue. 21. Il répondit : Il en sera ainsi; ton Seigneur a dit : Ceci est facile pour moi. Il sera notre signe devant les hommes, et la preuve de notre miséricorde. L’arrêt est prononcé. 22. Elle devint grosse de l’enfant, et se retira dans un endroit éloigné.
La conception virginale (et, pour certains, la virginité perpétuelle) est évoquée dans deux autres sourates, la sourate XXI, "Les prophètes", au verset 91 :
Nous soufflâmes notre esprit à celle qui a conservé sa virginité; nous la constituâmes, avec son fils, un signe pour l'univers.
et la sourate LXVI, "La défense", au verset 12 :
Et Marie, fille d’Imran qui conserva sa virginité, nous lui inspirâmes une partie de notre esprit. Elle crut aux paroles du Seigneur, à ses livres; et elle était du nombre des personnes pieuses.

## Point de vue scientifique
La conception virginale est rare mais pas exceptionnelle: elle nécessite la présence de spermatozoïdes mais elle est possible sans pénétration. Selon une étude par sondage auprès de jeunes américaines, 0.5% des jeunes mères affirmaient être tombées enceintes tout en étant « vierges », c'est-à-dire sans avoir eu de relations sexuelles avec pénétration vaginale.

## Critiques

### Psilanthropisme
Les psilanthropistes argumentent contre la naissance virginale et soutiennent que Jésus était un « simple humain ». Le psilanthropisme existait entre les premiers groupes judéo-chrétiens tels que les ébionites qui considéraient Jésus comme le Messie, mais qui ont rejeté l'apôtre Paul comme un apostat,. Cependant, au IVe siècle le Symbole de Nicée rejeta l'enseignement que Jésus était un simple humain.

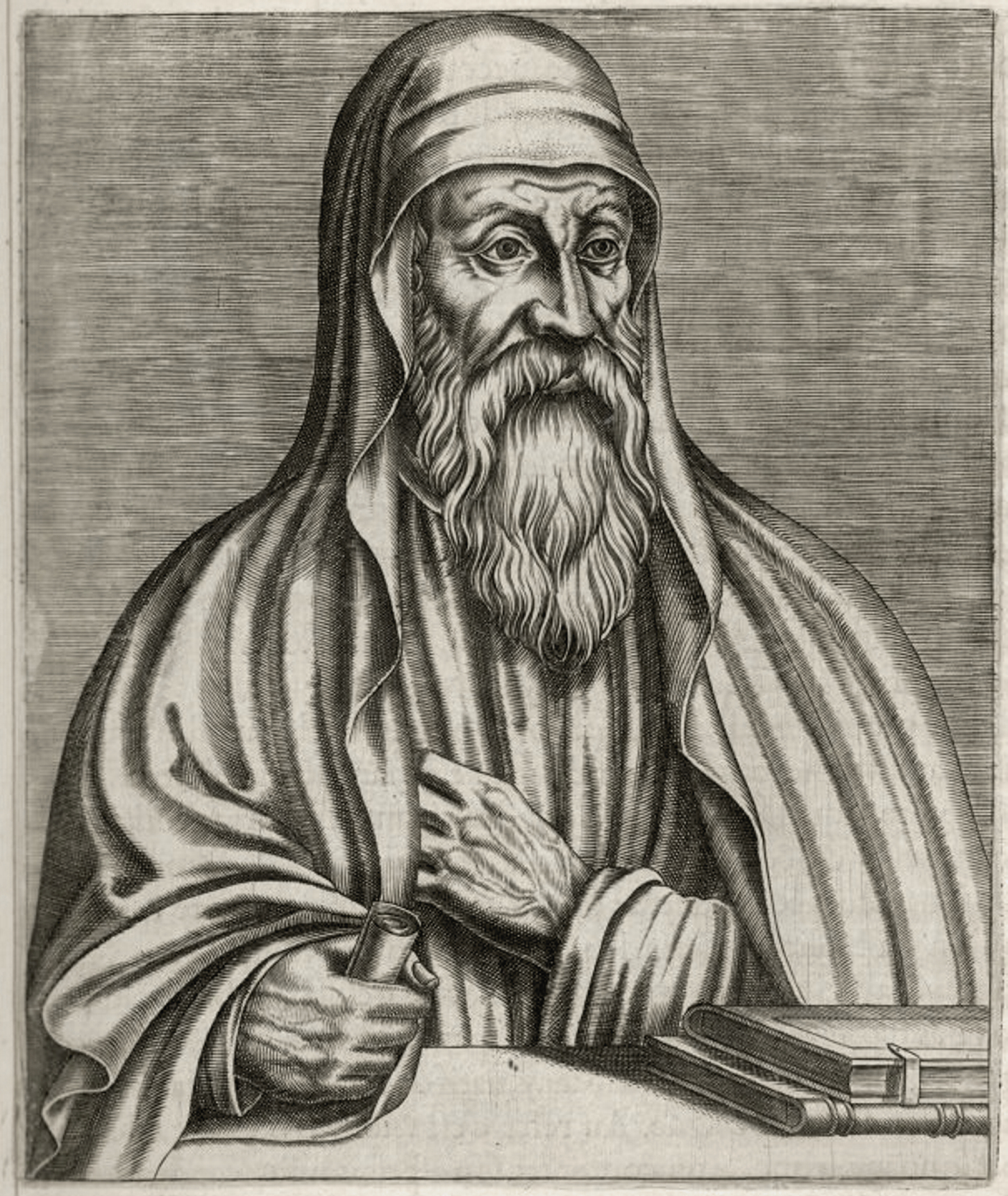
Origène.

Au IIe siècle, Celse, un philosophe grec païen antichrétien écrivit dans son Discours véritable que le père de Jésus était un soldat romain nommé Pantera. Les opinions de Celse attirèrent les réponses d'Origène (dans son Contre Celse) qui les jugea comme une histoire inventée,. Raymond E. Brown stipule que l'histoire de Pantera est une explication fantaisiste de la naissance de Jésus qui inclut très peu de preuves historiques.
Au Moyen Âge, dans le cadre des conflits avec les chrétiens, une parodie satirique des évangiles chrétiens appelé Toledot Yeshou a été rédigée par des Juifs, peut-être en tant qu'outil pour repousser les conversions au christianisme. Le livre mentionne le nom Pantera ou Panthère comme le père de Jésus, et a également dépeint Judas Iscariote comme un héros,,.
Le livre accuse Jésus d'avoir eu une naissance illégitime en tant que fils de Pantera, d'être hérétique et d'avoir eu parfois des activités violentes avec ses disciples pendant son ministère. Robert E. Van Voorst stipule qu'on ne peut pas suivre avec certitude la trace des origines littéraires du Toledot Yeshou et avec une composition médiévale sans une forme fixe, il est peu probable d'avoir des informations historiques fiables. The Blackwell Companion to Jesus déclare que le Toledot Yeshou ne repose pas sur des faits historiques en tant que tels, et a peut-être été conçu comme un outil permettant de parer les conversions au christianisme.
Historiquement, les psilantropistes ont compté parmi eux des figures notables telles que le traducteur de la première Bible en biélorusse, Symon Budny (qui a été excommunié par les unitariens polonais), Joseph Priestley et Samuel Taylor Coleridge dans le XVIIIe siècle et le XIXe siècle,.
Les psilanthropistes modernes incluent certains membres de l'Église de l'Unification. Bien que le manuel de l'Église, le Divine Principe, ne mentionne pas spécifiquement l'enseignement que Zacharie était le père de Jésus, selon Ruth Tucke, certains membres de l'Église partagent cette croyance qui est basée sur le travail de Leslie Weatherhead.
D'un point de vue biologique, Richard Dawkins rejette la possibilité de la naissance virginale, comme il rejette généralement tous les miracles bibliques au motif qu'ils sont des événements surnaturels non prouvés et sans fondement.

### Analogies et explications

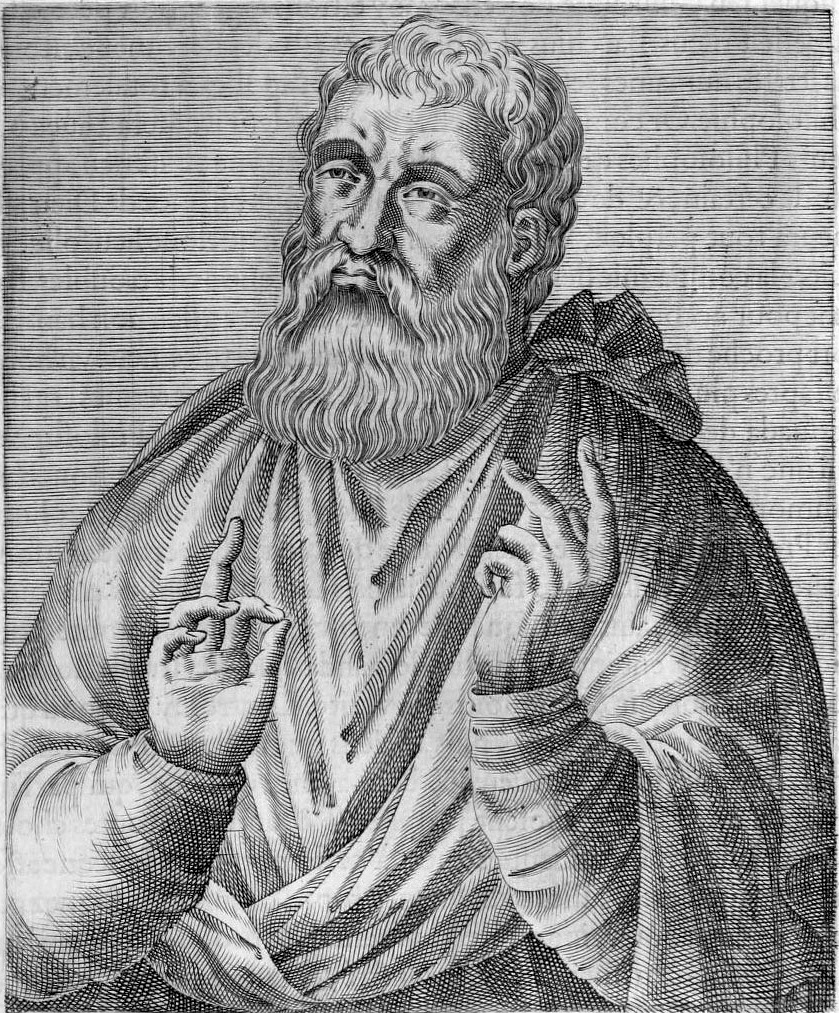
Justin Martyr.

Dans le cadre des conflits entre les chrétiens et d'autres groupes au cours du Ier et du IIe siècle, des déclarations ont été faites par les Juifs et les païens, selon lesquelles les récits de la naissance d'une vierge avaient été tirés de sources païennes. Les premiers chrétiens ont répondu à cet argument. Au IIe siècle, dans la Première Apologie de Justin et dans Dialogue avec le juif Tryphon, Justin Martyr a longuement plaidé contre la connexion païenne et a noté que le mot vierge n'apparaît même pas dans les sources païennes. Il a également abordé les questions de l'Ancien Testament dans ses débats avec un juif nommé Tryphon.
Les adeptes du culte de Mithra ont proposé, à partir de sources persanes, que Mithra serait né de l'union de la Terre Mère et d'Ahura Mazda, et que son histoire a influencé le christianisme et la mythologie chinoise, où il est devenu connu comme "l'Ami". Des auteurs chrétiens ont soutenu qu'aucune base historique pour la connexion au christianisme n'a été présentée par les mithriastes.
L'ancien document chrétien, l'Ascension d'Isaïe, qui pourrait dater du IIe siècle, comporte aussi une narration de la naissance virginale de Jésus. Toutefois, la date et l'origine de ce document est discutable, étant donné que l'auteur déguisa son identité derrière Isaïe. La narration de la naissance virginale de Jésus peut être trouvée aussi dans d'autres apocryphes du Nouveau Testament, par exemple, le Protévangile de Jacques, peut-être écrit au IIe siècle.
La parthénogenèse a été supposée comme un possible mécanisme biologique pour la naissance virginale de Jésus. Mais cette hypothèse n'a pas reçu le soutien savant général,.